# 奥拉夫·松达尔
奥拉夫·松达尔（挪威語：Olav Sundal，1899年8月8日—1978年1月21日），挪威男子竞技体操运动员。他曾代表挪威获得1920年夏季奥运会体操比赛男子团体自由式银牌。他于1978年在卑尔根去世。